# 赫蘇斯瑪麗亞區 (利馬省)

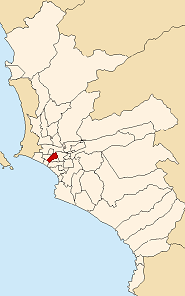

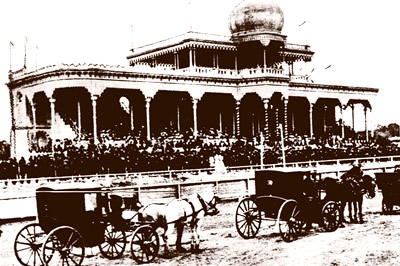

赫蘇斯瑪麗亞區（西班牙語：Distrito de Jesús María），是秘魯的一個區，位於該國西部利馬大區的利馬省，始建於1963年12月17日，面積4.57平方公里，2007年人口66,171，人口密度每平方公里14,000人。